# العلاقات السلوفاكية المالية
العلاقات السلوفاكية المالية هي العلاقات الثنائية التي تجمع بين سلوفاكيا ومالي.

## مقارنة بين البلدين
هذه مقارنة عامة ومرجعية للدولتين:
| وجه المقارنة                                              | سلوفاكيا                                                       | مالي            |
| --------------------------------------------------------- | -------------------------------------------------------------- | --------------- |
| المساحة (كم2)                                             | 49.03 ألف                                                      | 1.24 مليون      |
| عدد السكان (نسمة)                                         | 5.44 مليون                                                     | 18.54 مليون     |
| الكثافة السكانية (ن./كم²)                                 | 110.95                                                         | 14.95           |
| العاصمة                                                   | براتيسلافا                                                     | باماكو          |
| اللغة الرسمية                                             | اللغة السلوفاكية                                               | لغة فرنسية      |
| العملة                                                    | كرونة سلوفاكية، يورو                                           | فرنك غرب أفريقي |
| الناتج المحلي الإجمالي (بليون دولار)                      | 95.77 مليار                                                    | 15.29 مليار     |
| الناتج المحلي الإجمالي (تعادل القوة الشرائية) بليون دولار | 162.34 مليار                                                   | 35.69 مليار     |
| الناتج المحلي الإجمالي الاسمي للفرد دولار أمريكي          | 16.09 ألف                                                      | 724             |
| الناتج المحلي الإجمالي للفرد دولار أمريكي                 | 30.46 ألف                                                      | 1.60 ألف        |
| مؤشر التنمية البشرية                                      | 0.844                                                          | 0.419           |
| رمز المكالمات الدولي                                      | +421                                                           | +223            |
| رمز الإنترنت                                              | .sk                                                            | .ml             |
| المنطقة الزمنية                                           | توقيت وسط أوروبا، ت ع م+01:00، ت ع م+02:00، أوروبا/براتيسلافا ‏ | 00              |

## منظمات دولية مشتركة
يشترك البلدان في عضوية مجموعة من المنظمات الدولية، منها:
| علم المنظمة | اسم المنظمة                               | تاريخ انضمام سلوفاكيا | تاريخ انضمام مالي |
| ----------- | ----------------------------------------- | --------------------- | ----------------- |
|             | مؤسسة التنمية الدولية                     | 1993                  | 27 سبتمبر 1963    |
|             | الأمم المتحدة                             | 19 يناير 1993         | 28 سبتمبر 1960    |
|             | منظمة التجارة العالمية                    | ?                     | ?                 |
|             | منظمة الشرطة الجنائية الدولية             | ?                     | ?                 |
|             | المركز الدولي لتسوية المنازعات الاستشارية | 26 يونيو 1994         | 2 فبراير 1978     |
|             | الاتحاد الدولي للاتصالات                  | 23 فبراير 1993        | 21 أكتوبر 1960    |
|             | الفريق المعني برصد الأرض                  | ?                     | ?                 |
|             | البنك الدولي للإنشاء والتعمير             | 1993                  | 27 سبتمبر 1963    |
|             | الاتحاد البريدي العالمي                   | ?                     | ?                 |
|             | منظمة حظر الأسلحة الكيميائية              | ?                     | ?                 |
|             | مؤسسة التمويل الدولية                     | 1993                  | 9 مايو 1978       |
|             | وكالة ضمان الاستثمار متعدد الأطراف        | 1993                  | 22 أكتوبر 1992    |
|             | يونسكو                                    | 9 فبراير 1993         | 7 نوفمبر 1960     |

## وصلات خارجية
- موقع وزارة الخارجية السلوفاكية